# 全球研究
全球研究是一门集中探讨政治、经济、环境、和文化与全球发展之间的过程与关系的学术课题。全球研究以全球化为中心，涉及全球化过程中的不同方面 – 例如市场关系，商品运转，全球通讯以及消费、难民、移民等其他围绕全球化进行的活动。
全球研究将跨国界和本土趋势融入其课程中以更好地解释全球变化中所呈现的更广义的一些现象和问题。选修全球研究相关课程将涉及到特定领域的田野工作和研究。
全球研究亦可以包括国际研究或者国际教育。国际研究相比之下比较狭义的关注国家间的关系，而国际教育更倾向于国际教育系统的发展以及不同国家的教育系统的比较研究。两者都是以“国家”为单位进行研究，有别于国际研究覆盖全球到地区研究的特质。

## 历史发展
在中学及高等教育中实施全球研究被视为全球化的产物之一，其对于国际社区的发展有正面的影响。全球化最早的起源可以追溯到15世纪欧洲列国为促进贸易以增强国力而开始的殖民活动。而通讯技术和电子化的迅速发展则是最近几十年之间的事情，这一系列的发展推进了全球化的过程。面对日新月异的全球社区，教育工作者意识到将全球研究融入到中学教育的必要性，并开创了以“全球研究” 为名的高等教育专业。此举增进了年青一代的跨文化理解和对国际政治局势的分析能力，为国际社区的进一步发展奠定了基础。

## 全球研究 vs. 国际研究
全球研究和国际研究这两个概念很容易混淆。在日常教学中，它们经常被混用，区别也不是很清晰。很多人认为它们都指的是重点研究国际社会间互动的学科，涵盖对政治、社会和文化问题的研究。但是这两个名称之间是有区别的。基本上，国际研究关注的是国家之间的交往，比如多边或双边协议，外交关系，两个或多个国家之间如何解决分歧。而全球研究则侧重于全球性问题的研究，例如文化和环境的保护，人口的流动，以及全球化的影响等等。和传统意义上的国际研究不同，全球研究经常讨论超国家领域（比如全球气候变化、流行病、跨国经济体的形成）或者次国家领域（比如全球资本的版块变化所引发的去工业化，及其对地方和区域的影响）的问题。

## 动机
全球研究的倡议者认为，全球化以及国家间相互紧密联系的事实要求学生接受对全球性问题的教育。
通常人们会谈及全球研究的四点动机：国家安全和外交，参与型民主中的有效公民，世界市场中的全球竞争力，援助和发展领域。

### 国家安全和外交
1966年美国政府出台了国际教育法案，这是世界上第一个资助国际教育的动议。这个法案规定向高等教育机构提供资助，建立和加强国际研究项目。
由于这个法案出台于冷战期间，它强调每个美国公民都需要加强对全球问题的认识，以便培养外交能力。
近年来发生的有全球影响的事件，比如“9·11”、伦敦和马德里的爆炸案以及随后的伊拉克战争和阿富汗战争，使得政策制定者们相信全球研究和国际教育对于国家安全和外交的重要性。

### 全球竞争力
全球研究的第二个目的旨在让有意进入全球劳动力市场的人士做好知识储备。许多国际公司已经确定了这样的需求，他们需要应聘者有跨文化工作的技能，能够服务于全球市场。一些国际公司，比如微软，已经率先召集决策者和主要利益相关方，要求其在教育领域有额外的投资。美国州政府和联邦政府也把全球研究放在一个重中之重的位置使其劳动力更加具有竞争力。
此外，澳大利亚联邦政府在2002年（通过澳大利亚国际发展署）使用部分资金引入“全球教育项目”。该项目旨在提高澳大利亚学生对于发展以及国际问题的理解。它也「为教师提供了在非政府组织的职业发展机会以及完整的课程支持。该项目鼓励教师向学生在课堂上介绍全球性问题」。高等教育机构密切注视着跨学科的国际研究，很难找到一个领先的商学院不具有国际视野。

### 有效的公民
全球研究的第三个目的是培养有效的公民。在美国，社会学全国委员会表示，社会学的目的是要“教给学生知识，技能以及公民价值，在参与式民主内履行公民义务”。委员会的核心目标是“全球教育”。由于全球化导致国家和国际之间的界限变得越来越模糊，让公民了解全球关系则变得越来越重要。培养有效的全球公民能够使其更加具有能力来参与处理地方和全球性问题。
在英国，当地政府在伦敦周边地区的研究表明，公民必须有机会参与，在其中获取技能，知识以及自信心。最后的结果往往是十分积极的，服务得到了改善，民主参与以及社区教育的质量得到了提高。 为了实现有效的公民身份，学生必须将重点放在全球性问题上。通过研究一个课题比如全球研究，学生可以获得成为有效公民所需的知识。
一些学者提出了他们的批判性意见，除了书本内容以外，学生必须有“全球认知”以此真正具有全球视野。这些学者认为为了充分了解全球性问题，学生们必须认识到他们的观点并不一定被他人认同，并了解到影响他们观点的社会力量。

### 援助和发展领域
在过去几十年里，进入到这个行业的人数已成倍增长。“非政府组织部门现在是世界第八大经济体，雇用从业人员近一千九百万。”为卫生项目筹资曾是全球援助中是最大的部分，但私人和公共组织比如比尔和梅琳达·盖茨基金会帮助克服了这些问题。现在的问题是要确保这些钱以适当的方式来帮助那些需要帮助的人。进行全球研究的人员可以有多种方式在援助和发展领域工作，包括在冲突后或自然灾害地区工作，提高在发展中国家的公共服务（卫生，教育，基础设施，农业），或者通过商业和市场模式帮助私营部门提高其增长。 通过学习全球研究，学生将拥有跨文化知识储备，实地经验以及对全球性问题的认识。许多学生正在从事全球研究以进入这个行业。

## 学习成果
学习成果根据各学校的目标各不相同。但有一些共同的目标是学生应该掌握的，包括：
- 文化意识
- 全球化和本土化思维的能力
- 研究分析的技能
- 熟知时事
- 在各种情况下进行有效沟通的能力
- 双语能力或者拥有一定的二外能力

## 就业前景
就业前景非常多样化。职业道路可包括进入国际关系、国际贸易、外交事务、外交关系、政治、当地政府、环境研究和规划、国际发展等相关行业。

## 外部連結
- Center for Culture & Global Studies（页面存档备份，存于）
- Asia Association for Global Studies
- NYS Global History Regents Exam Review
- NYS Global History Curriculum
- Global History Regents Exams - Accessible Online